# Kalvi
Koordinaten: 59° 29′ N, 26° 47′ O
Kalvi (deutsch Pöddes) ist ein Dorf in der estnischen Landgemeinde Viru-Nigula (Kreis Ida-Viru). Es liegt im Norden des Landes am Finnischen Meerbusen und hat 39 Einwohner (Stand: 2020).

## Gutshaus Kalvi
Die Vasallenburg in Kalvi wurde erstmals 1485 urkundlich erwähnt. Ihr damaliger Eigentümer Hans Lode verpfändete sie für einhundert Mark an den Tallinner Bischof Simon von der Borch. 1512 gingen die Grundstücke in das Eigentum von Dietrich Kalff über, von dem sich der Name des Ortes herleitet.

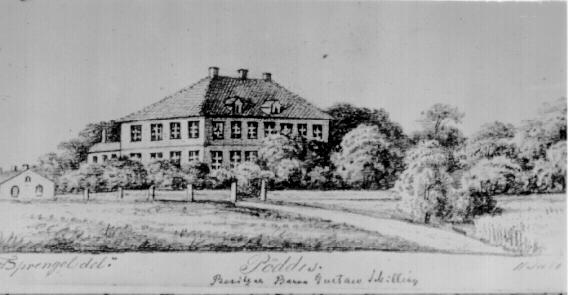
Gut von Kalvi. Zeichnung von F.A. Sprengler aus dem Jahr 1894.

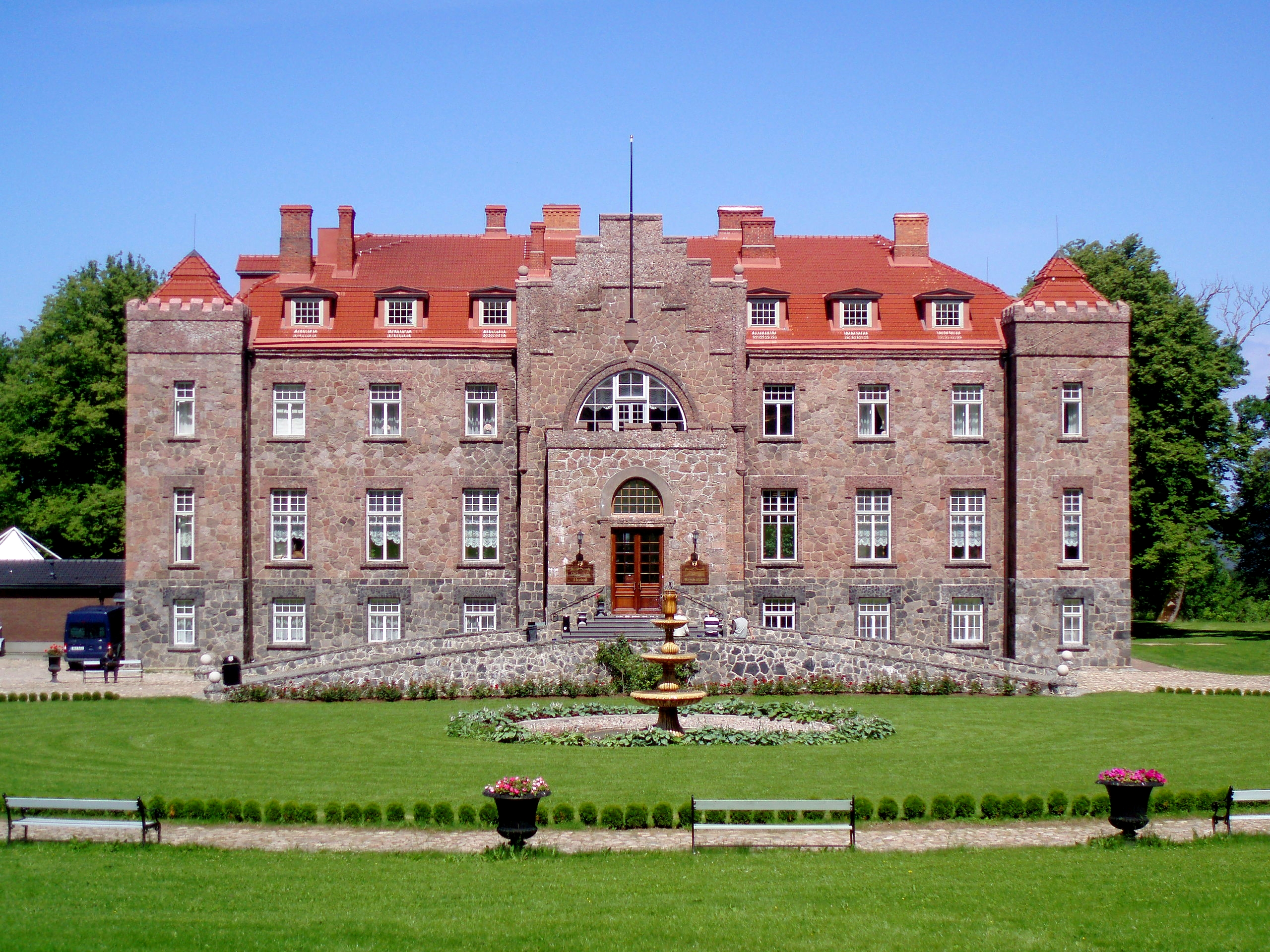
Herrenhaus Pöddes

Später wurde die Burg weitgehend nutzlos und zerstört. Aus den Überresten des Ostflügels wurde in der zweiten Hälfte des 18. Jahrhunderts ein massives frühklassizistisches Herrenhaus errichtet. Ab 1775 war dort der spätere Volksaufklärer und deutschbaltische Schriftsteller Friedrich Gustav Arvelius (1753–1806) als Hauslehrer angestellt. Das gesamte Ensemble des Gutshofs umfasste im 18. und 19. Jahrhundert dreizehn Gebäude. 1910 brannte das Herrenhaus allerdings vollständig ab.
1913 ließ der deutschbaltische Baron Nicolai von Stackelberg etwas nördlich des alten Herrenhauses ein neues Anwesen errichten. Es befindet sich auf einem Steilhang, ca. 50 m oberhalb der Ostseeküste. Die kraftvolle Fassade des dreistöckigen Herrenhauses war von der Gotik inspiriert. Daneben verarbeitete der Petersburger Architekt Wladislaw Karpowitsch auch Elemente des Jugendstils und des Barock. Die Gebäude wurden von einem zehn Hektar großen Park umgeben, in dessen östlichem Teil sich ein Teich mit einer kleinen Insel befand. Das Herrenhaus litt stark unter einem Großbrand im Jahr 1921, wurde aber wieder renoviert. Es hatte ein eigenes Elektrizitätswerk, Abwasserleitungen und eine Zentralheizung.
1940 wurde das Anwesen von den sowjetischen Besatzungsbehörden enteignet. Es diente danach als Erholungsheim für Bergarbeiter.
Das Hauptgebäude wurde Anfang 2000 durch ein dänisches Unternehmen aufwändig renoviert und stilvoll zum Luxushotel mit Sauna- und Schwimmbereich umgebaut.
Kalvi ist der Geburtsort von Reinhold Wilhelm von Essen (1722–1788), russischer Generalleutnant und Magnus Gustav von Essen (1758–1813), der russischer Generalleutnant und Militärgouverneur von Riga war.